# Ратушная башня (Мюнстер)

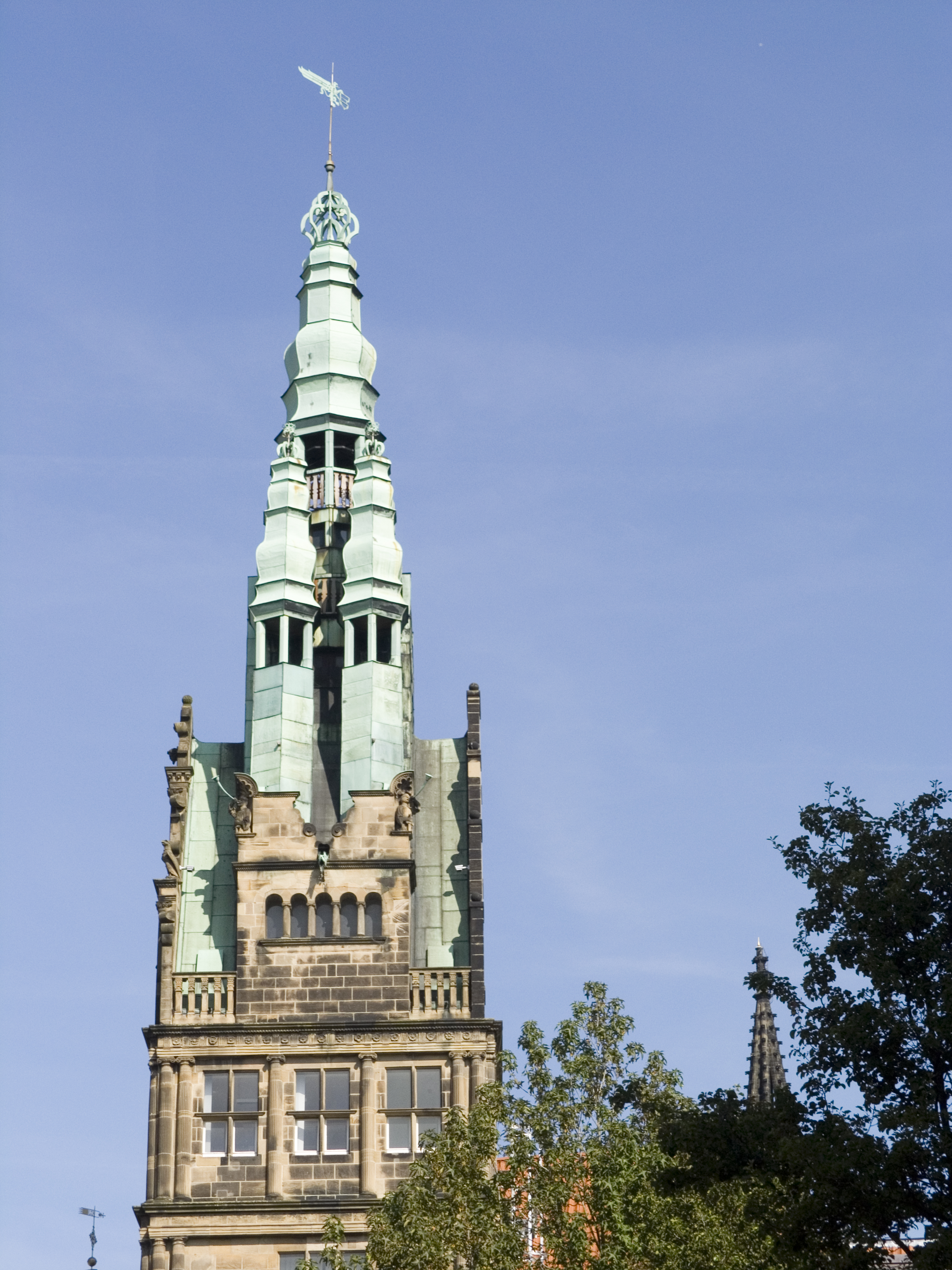
Шпиль башни

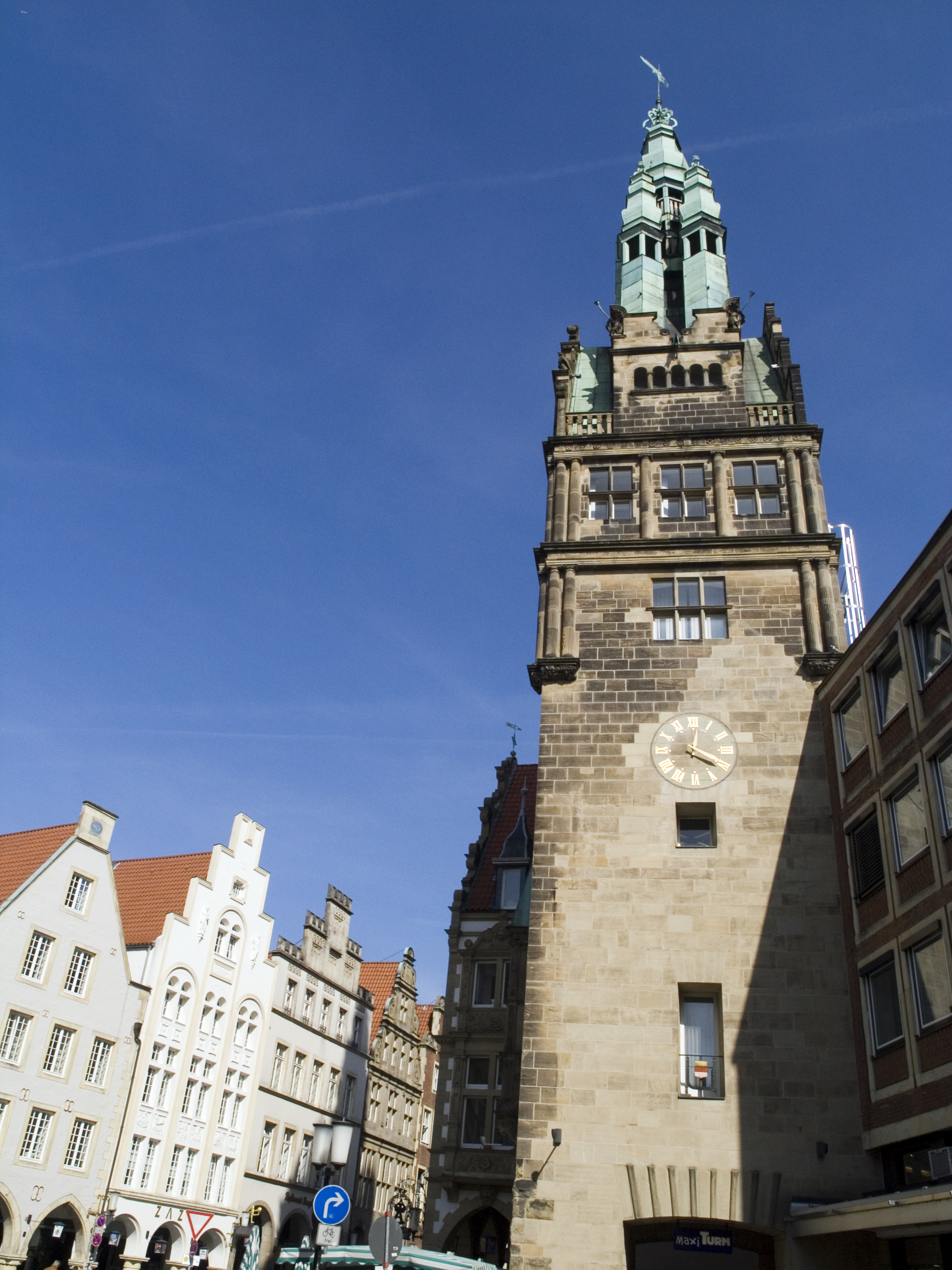
Южный фасад (вид со стороны улицы Ludgeristraße

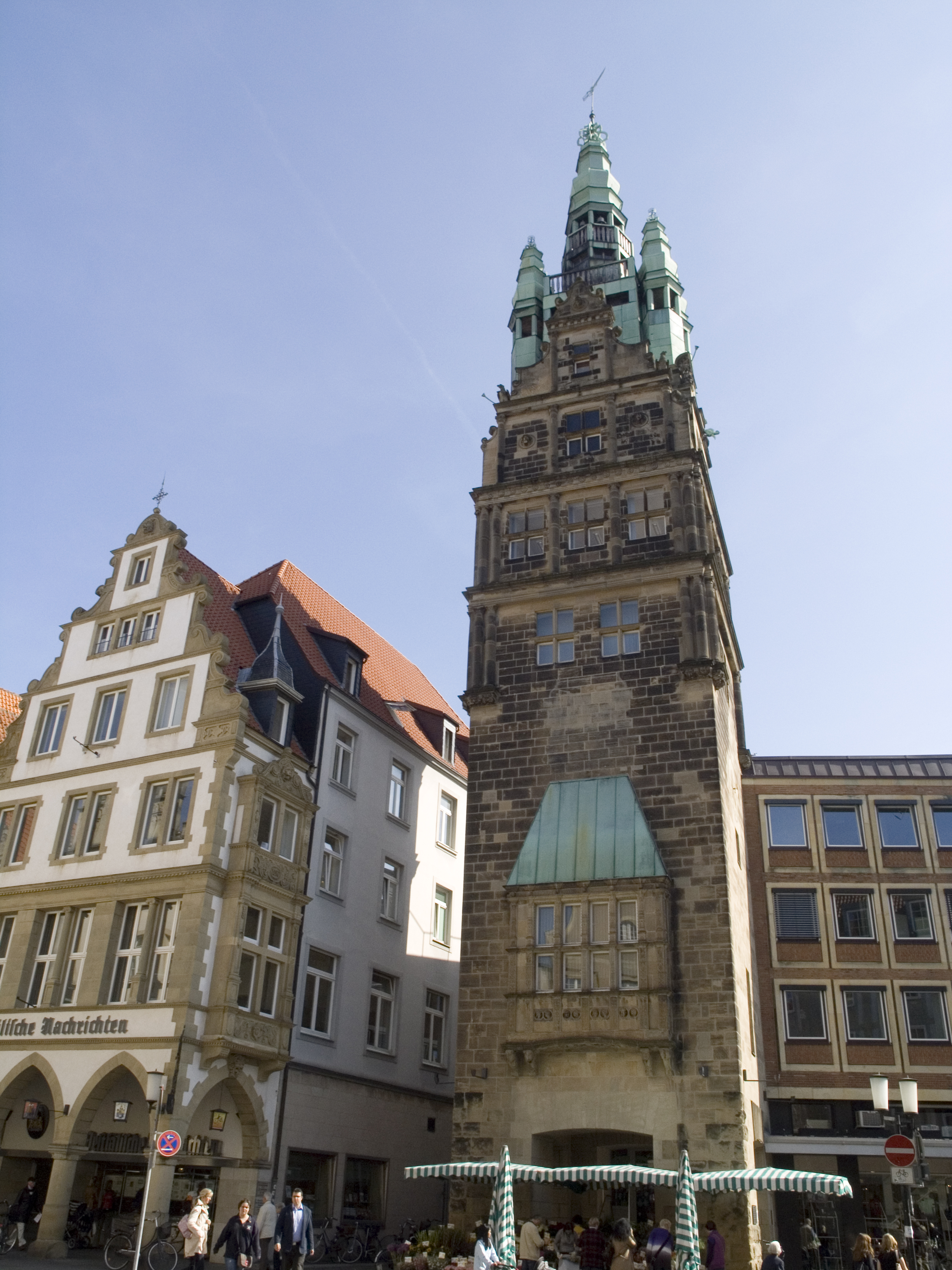
Западный фасад (вид со стороны Принципальмаркт

Ратушная башня (нем. Stadthausturm Münster) — городская башня, расположенная в южной части улицы Принципальмаркт в городе Мюнстере (федеральная земля Северный Рейн — Вестфалия). Несмотря на то, что сама Мюнстерская ратуша 28 октября 1944 года во время бомбардировок союзнической авиации в ходе второй мировой войны практически полностью была уничтожена, ратушная башня практически не пострадала и дошла до нас почти в первозданном виде.

В отличие от ратуши, башня не является средневековым строением, а была создана в начале XX века. Строительство башни осуществлялось в 1902—1907 годах под руководством архитектора Альфреда Хензена. Ранее на этом месте располагались аптека и склады, которые ради строительства башни были снесены. Первоначально в подвале башни располагалась механическая телефонная станция.

В 2001 году на средства сберегательной кассы Мюнстера, Мюнстерского городского союза и семейства Нонхофф на башне была смонтирована автоматическая система колокольного звона. Теперь колокольный звон воспроизводится трижды в сутки — в 11:00, 15:00 и 19:00.

Сейчас в башне находится детская благотворительная организация «Maxi Turm».